# Morlancourt
Morlancourt é uma comuna francesa na região administrativa de Altos da França, no departamento de Somme. Estende-se por uma área de 11,87 km². Em 2010 a comuna tinha 369 habitantes (densidade: 31,1 hab./km²).